# Ceradenia spixiana
Ceradenia spixiana là một loài dương xỉ trong họ Polypodiaceae. Loài này được Mart. ex Mett. L.E. Bishop mô tả khoa học đầu tiên năm 1988.